# Boîtier (informatique)
Pour les articles homonymes, voir Boîtier.
Ne doit pas être confondu avec Unité centrale.
 (juillet 2016).
Si vous disposez d'ouvrages ou d'articles de référence ou si vous connaissez des sites web de qualité traitant du thème abordé ici, merci de compléter l'article en donnant les références utiles à sa vérifiabilité et en les liant à la section « Notes et références ».

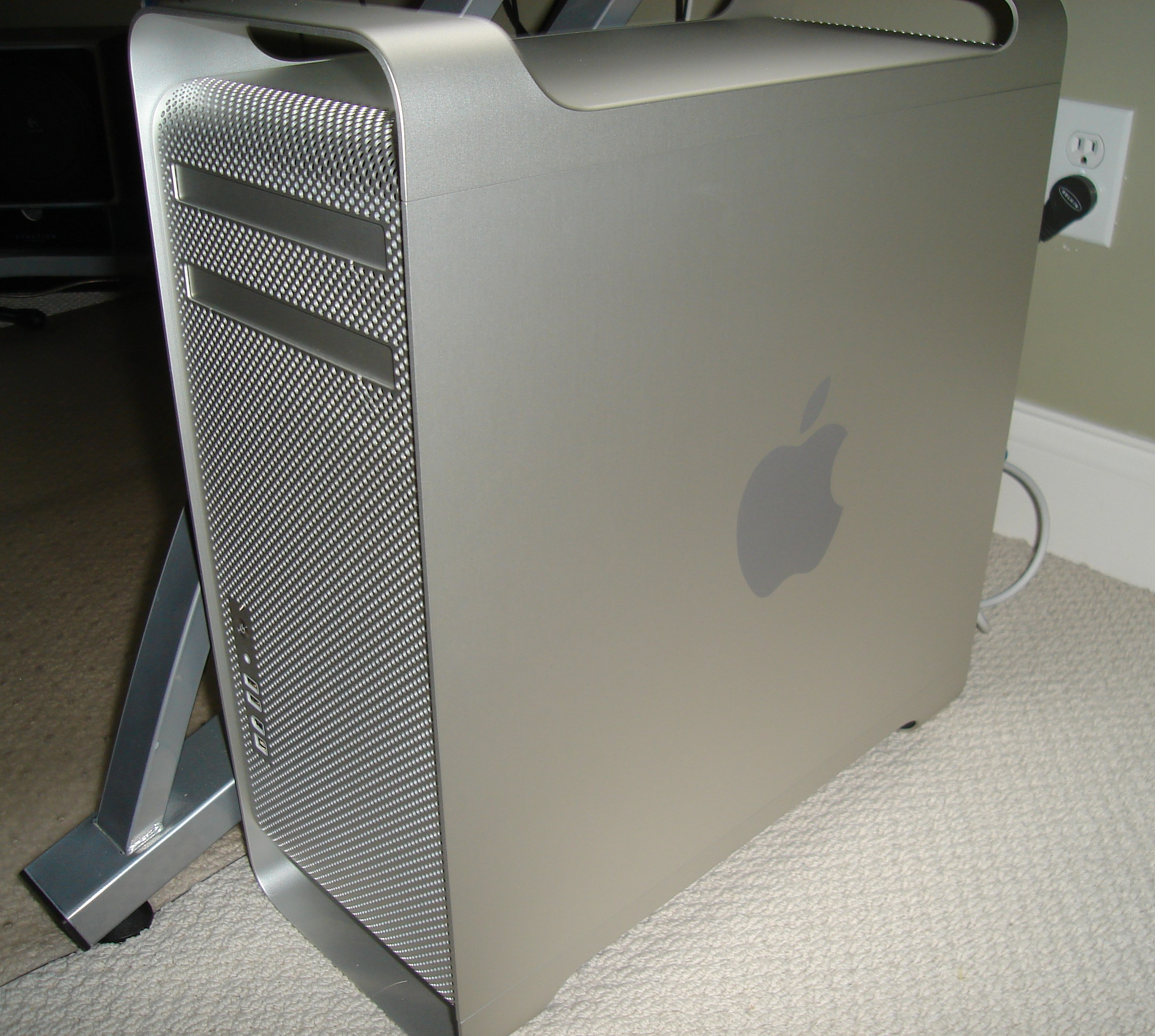
Boitier Mac Pro.

En informatique, le boîtier ou boitier de l'unité centrale (en anglais computer case) loge et protège les principaux composants d'un appareil informatique (poste, système embarqué) composé d'un ou de plusieurs ordinateurs (carte mère, processeur, disque dur, etc.). Un boîtier est souvent composé d'acier, d'aluminium ou de plastique. Pour des raisons décoratives, il peut également contenir d'autres matériaux comme du bois ou du plexiglas. Lorsque le boîtier est horizontal et placé à plat sur le bureau, on parle de « boîtier de bureau » (en anglais desktop case), mais lorsqu'il est vertical et placé debout, on parle de « boîtier tour » (en anglais tower case). 

## Description
Le boîtier doit être à même de contenir tous les composants d'un ordinateur mais essentiellement :
- l'alimentation électrique, dont la puissance et la connectique doivent correspondre à tous les éléments à alimenter (carte mère, microprocesseur,carte graphique, etc.) ;
- la carte mère avec le microprocesseur, le BIOS, le chipset et les barrettes mémoire ;
- Les connecteurs permettant d'ajouter tout type d'extension (connectées entre autres sur PCI ou PCI Express) ;
- l'interface avec les périphériques internes tels que le lecteur de disquette, les disques durs, les lecteurs de CD/DVD, etc. ;
- le panneau arrière, qui contient toutes les interfaces avec le monde extérieur (PS2, USB, E-SATA), connecteur graphique (VGA, HDMI, etc.) et les sorties PCI, etc. ;
- le panneau avant, qui contient au moins un lecteur de CD/DVD mais souvent une ou plusieurs prise USB, des connecteurs d'entrée/sortie audio, un lecteur de carte (SD, MMX, etc..

En fonction de sa taille, le boîtier peut accueillir :
- une alimentation plus ou moins puissante ;
- une carte mère plus ou moins grande avec :
  - plus ou moins de cartes mémoire ;
  - plus ou moins de périphériques internes (entre autres disques durs et lecteurs de CD/DVD) et plus ou moins de mémoire vive.

Par ailleurs, la taille du boîtier détermine la taille des panneaux arrière et avant, donc le nombre de lecteurs de CD/DVD et le nombre et le type de périphériques externes pouvant y être connectés.
Le boîtier métallique des ordinateurs constitue également une cage de Faraday. Si ce boîtier est non métallique (plastique), il est, pour répondre aux normes de radio-compatibilité, doublé aux endroits stratégiques d'une fine feuille métallique reliée à la masse électrique de la machine.

## Évolutions

### Années 1970
En 1971, Intel crée le premier micro-processeur, le 4004, ouvrant la voie aux micro-ordinateurs, voie où s'engagent, quelques années plus tard, Apple (1976) puis Commodore et Tandy (1977). L'histoire du boîtier tel que nous le connaissons, débute donc avec eux. 
Commodore dote son PET d'un boîtier monobloc, englobant également le clavier et le lecteur de cassette tandis que le TRS80 de Tandy ressemble beaucoup à une télévision avec un clavier séparé. 

### Années 1980
Après cette première tentative, les ordinateurs suivront presque tous la même optique pour leur boîtier : y intégrer le clavier. Commodore et Thomson ouvrent le bal en 1982 avec le VIC20 pour le premier et le TO7 pour le second. D'autres célébrités suivront comme l'Oric, l'Amstrad puis plus tard les Amiga 500 et 600. Seul le Macintosh 128k continuera dans la voie précédente avec un ensemble monobloc intégrant l'écran.
Norme AT par IBM en 1984.
En 1985, l'Amiga 1000 inaugure le boîtier de bureau (en anglais desktop case). Ce nouveau type durera longtemps puisqu'on le trouvera sur la majorité des configurations jusqu'en 1992-93. Il se présente comme un boîtier séparé du clavier et de l'écran, conçu à plat pour pouvoir être placé sous l'écran et accueillant en façade les périphériques amovibles (disquettes 5,25 et 3,5 pouces).

### Milieu des années 1990

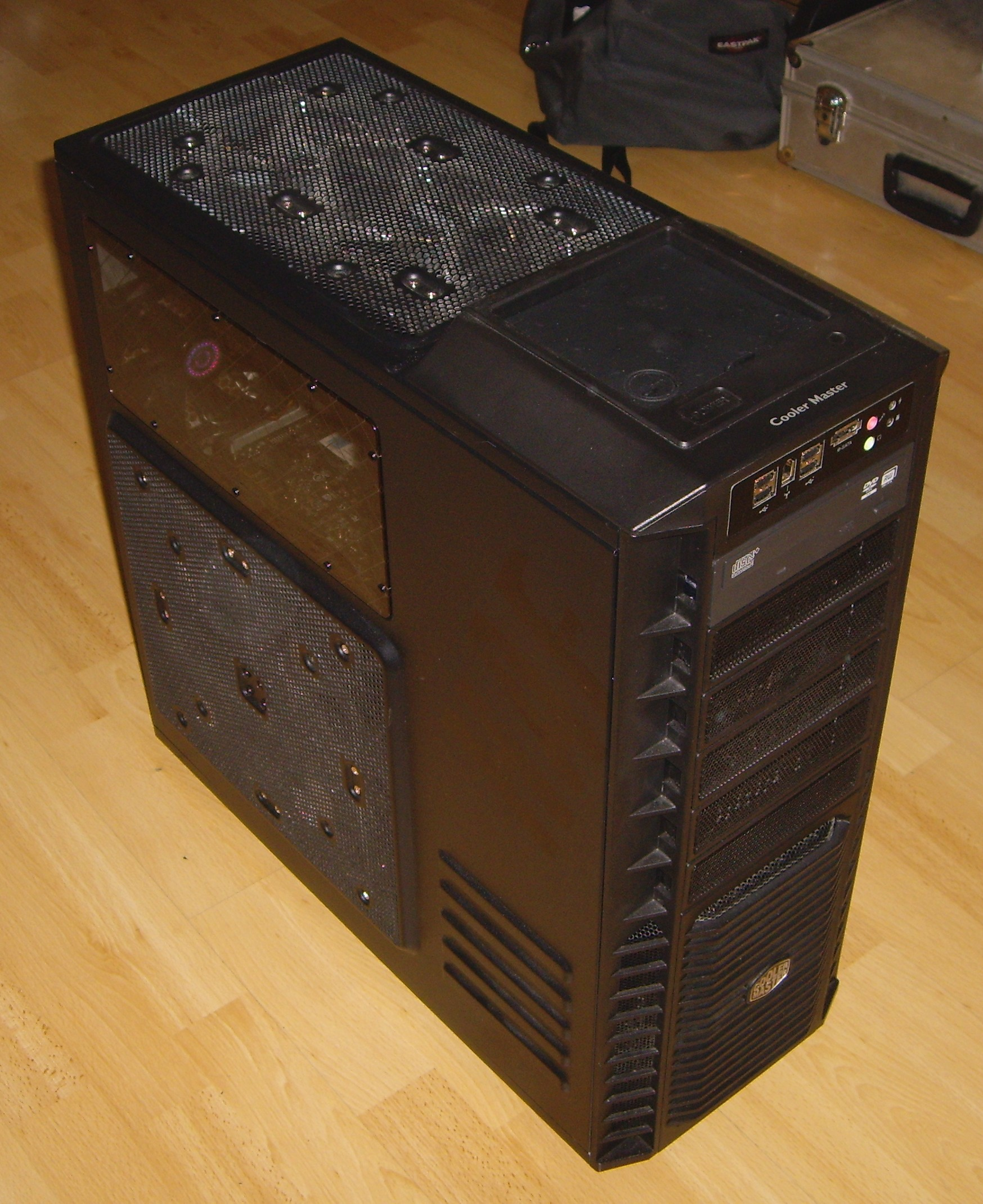
Boîtier haut de gamme (Cooler Master HAF 932), muni de multiples aérations et d'un design original.

Le format horizontal cède progressivement la place au format vertical ou tour (en anglais tower case). La norme ATX d'Intel assoit définitivement les boîtiers tours. Dans un premier temps, le format microATX permet de rogner un peu sur la hauteur de la tour.
Apparaît également l'ordinateur barebone, qu'on peut présenter comme une tour très réduite en hauteur, à tel point qu'en général sa façade est relativement carrée. Élégant et discret, il a le gros défaut d'être peu évolutif et peu propice à une ventilation correcte. Son succès est certain mais il reste cantonné principalement aux petites configurations telles que les HTPC. Des configurations pour joueurs sont néanmoins disponibles.

### Début des années 2000
Retour en force du boîtier horizontal (desktop case) en 2000. Avec le succès des HTPC, les formats tour montrent leurs limites en termes de design. Pour mettre sous la télévision, mieux vaut un format à plat. Ainsi on trouve chez tous les grands constructeurs au moins un modèle horizontal destiné à ce secteur.
La norme ITX de VIA puis très rapidement Mini-ITX propose, en 2001, des cartes-mères de 17x17 cm, permettant toute sorte de boîtiers, bien souvent faits par l'acheteur de la carte recyclant d'anciens magnétoscopes, consoles de jeux, etc.. 
Le boîtier adopte la conception modulaire : il est divisé en trois parties, la partie principale avec la carte mère (reposant en général sur une plaque amovible) et l'alimentation, la cage 3,5 pouces accueillant les disques durs et lecteurs zip/disquettes et la cage 5,25 pouces pour les lecteurs optiques. Les deux cages se retirant rapidement du boîtier afin de faciliter l'installation d'un nouveau composant. Dans le même ordre d'idées, on trouve aussi le répandu montage sans vis qui, à l'aide de rails et de divers systèmes astucieux, permet de se passer d'un tournevis.
Les fonctionnalités, elles, n'ont quasiment pas changé pour les tours. En revanche, sur les boîtiers de bureau destinés aux HTPC, les constructeurs rivalisent d'imagination pour tenter de se démarquer. Ainsi on peut y trouver parfois de petits écrans à cristaux liquides (à l'image de ceux sur les calculatrices) permettant de voir diverses informations comme l'occupation processeur ou le nombre de mails reçus. Sur les boîtiers très haut de gamme comme le Zalman HD160XT, on trouve même de véritables écrans LCD tactiles. Certains boîtiers proposent des boutons de fonction généralement multimédia (lecture, pause, volume) sur leur façade comme on peut en voir sur les lecteurs divX ou DVD.

### Milieu des années 2000

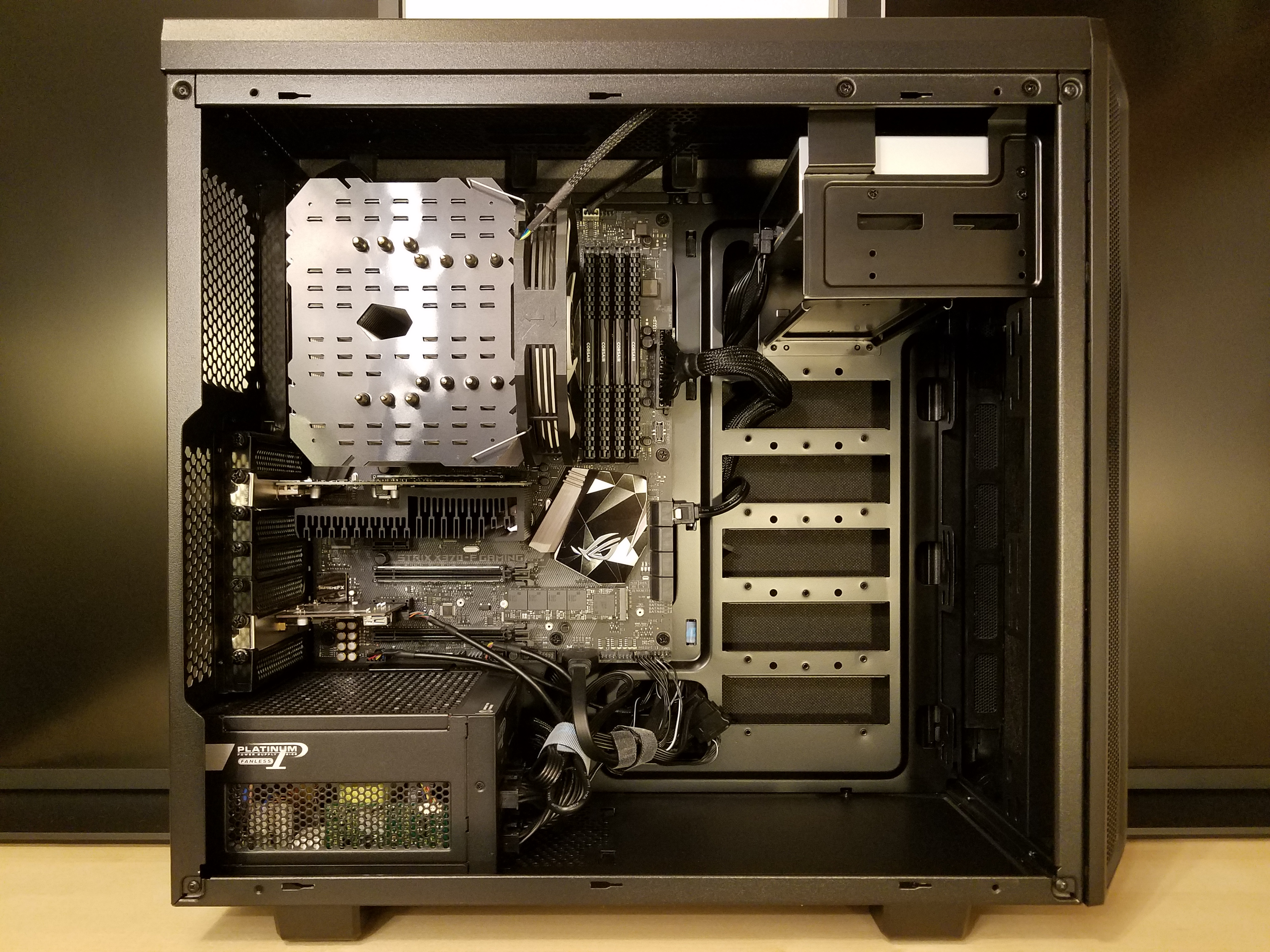
Intérieur d'un boîtier PC de 2018.

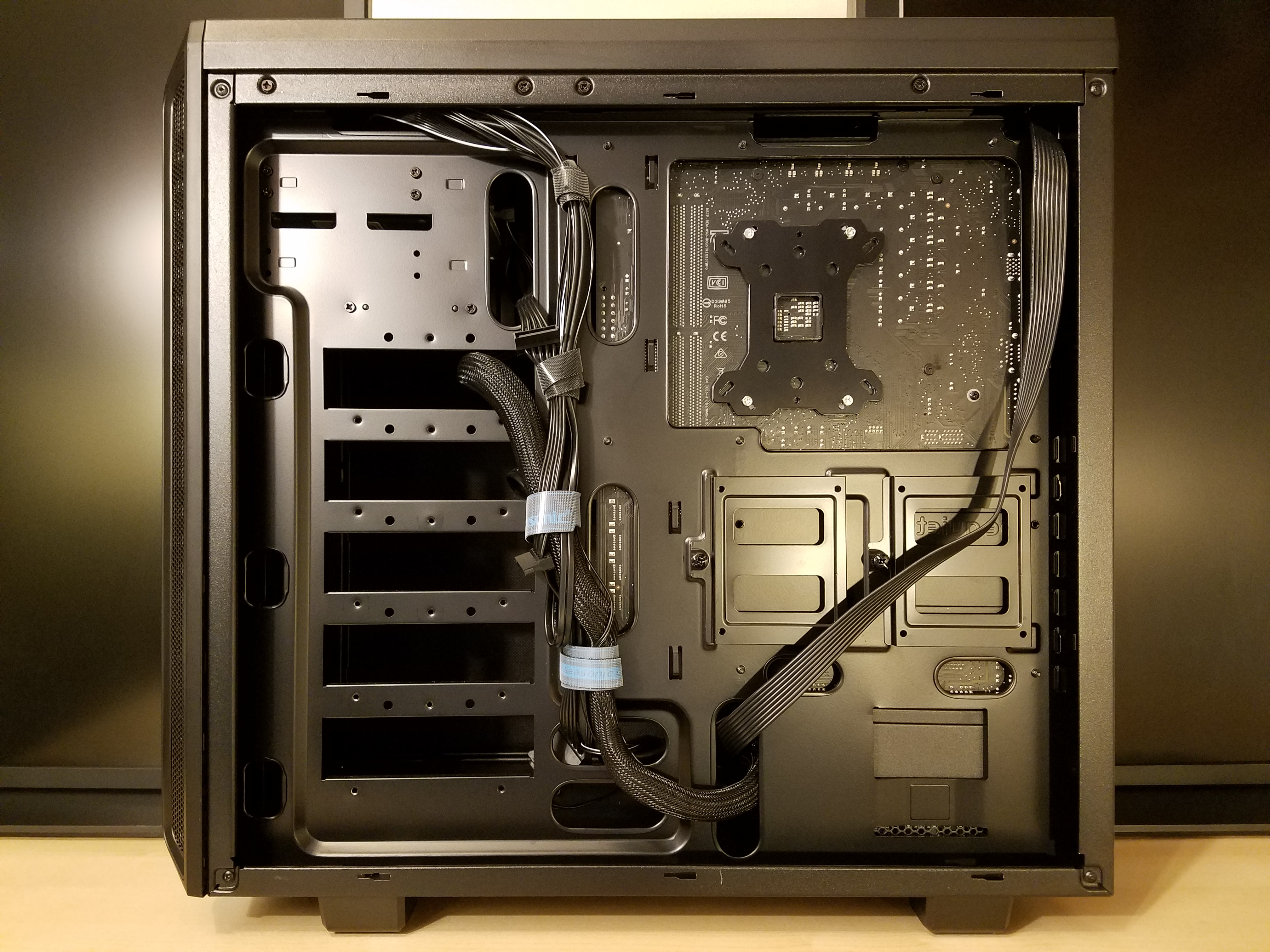
Partie droite du PC, on voit la carte mère avec la fixation du CPU en haut à droite.

Le BTX d'Intel vient essayer d'améliorer la ventilation mais sa conception présente plusieurs défauts importants si bien qu'il n'est jamais adopté. Il est abandonné en 2007, l'architecture Prescott des Pentium 4-E et Pentium D ayant été remplacée par le Conroe du Core 2 Duo. Beaucoup moins enclin à chauffer, celui-ci ne nécessite plus de ventilation particulière.
En 2007, le DTX annoncé par AMD tente de concurrencer le Mini-ITX.

## Ventilation
Une autre optique, devenue très importante depuis sa généralisation au début des années 2000 : la ventilation et le silence. Ainsi les boîtiers ont vu se multiplier et s'agrandir les emplacements pour ventilateurs. Les premières tours n'ayant que le ventilateur de l'alimentation pour l'évacuation de l'air chaud, celui-ci devait tourner d'autant plus vite, produisant un bruit en conséquence. Des emplacements additionnels pour des ventilateurs de 80 mm furent donc rapidement ajoutés puis des 92 mm et enfin les 120 mm, restant le standard actuel.
Fait intéressant, bien qu'encore assez peu nombreux, de plus en plus de boîtiers récents présentent sur le flanc un très gros ventilateur de taille non standard (généralement autour de 250 mm).
Toujours dans le domaine du refroidissement, de rares boîtiers furent également proposés avec un système de refroidissement à eau (en anglais : watercooling) intégré. Encore plus extrême, quelques boîtiers, comme le célèbre Asetek VapoChill, furent même proposés avec un système complet à changement de phase, faisant d'eux de véritables réfrigérateurs.

## Style et personnalisation
Le style des tours informatiques a beaucoup évolué au fil d'année. Les premières tours vendues sur le marché était plutôt sobres : forme parallélépipédique et couleurs noire ou blanc cassé. Ces tours sont de plus en plus difficiles à trouver excepté chez certains constructeurs comme Lian Li. 
La tour est un des éléments des plus fréquemment modifiés par les adeptes du tuning PC car il s'agit d'un élément directement visible et qui ne s'intègre pas forcément à son environnement (mobilier, couleur et ambiance de la salle, etc.).
Depuis, les constructeurs produisent également des tours ayant quelques-unes de ces caractéristiques : flancs transparents, ventilateurs lumineux et néons.

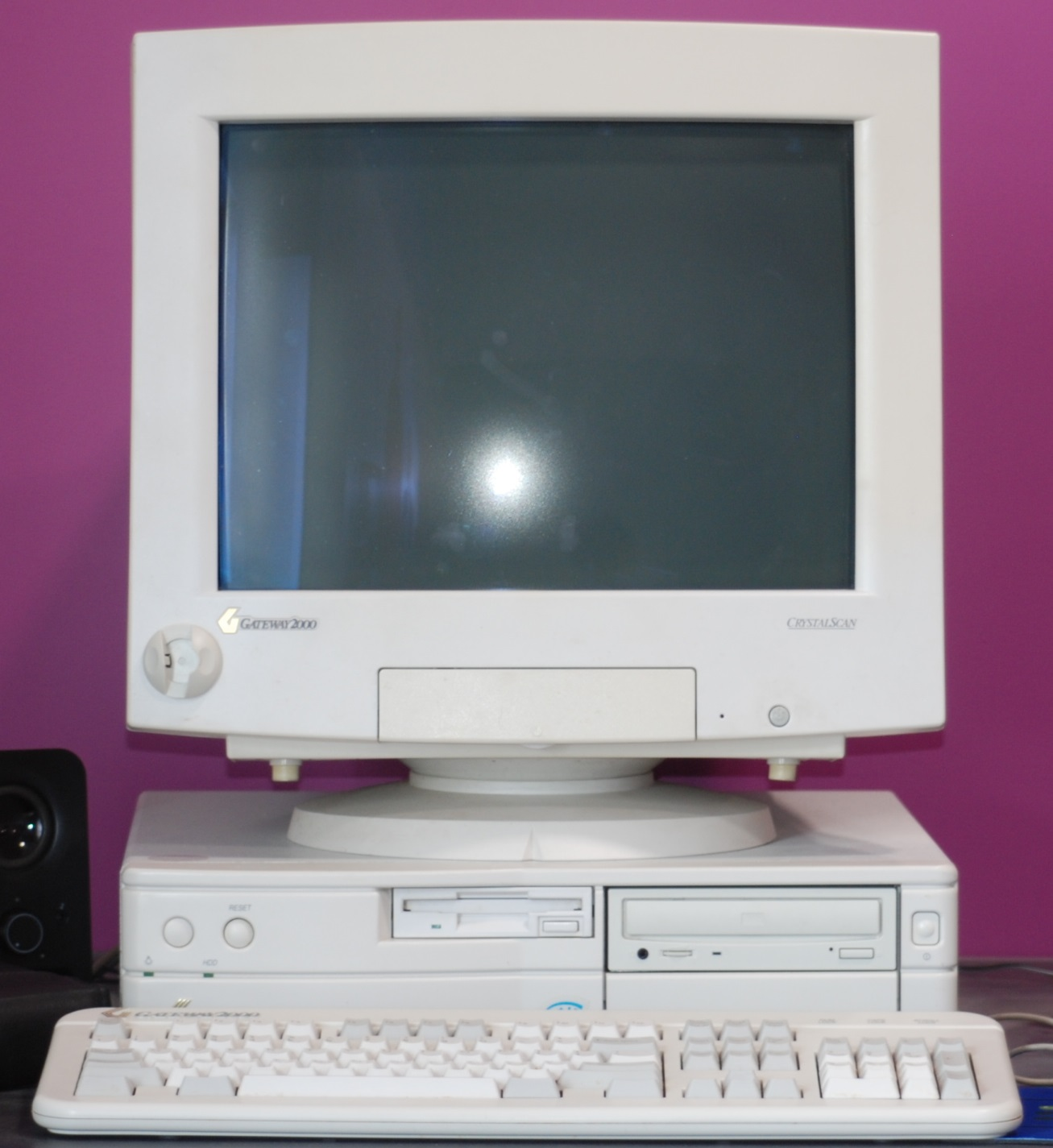
Un ordinateur avec boîtier au format horizontal des années 1990.
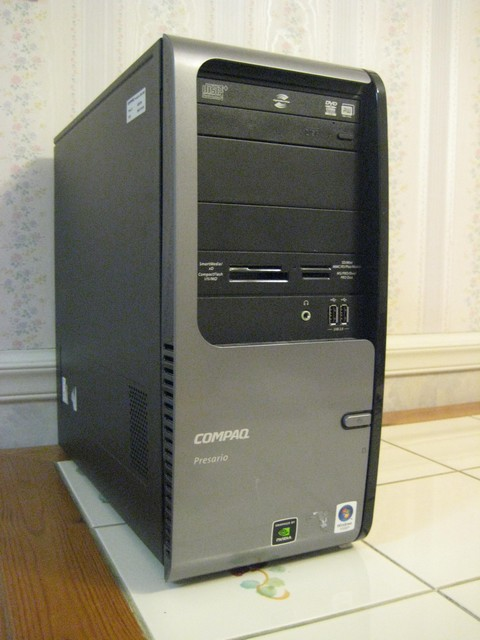
Un boîtier de marque Compaq typique des années 2000.
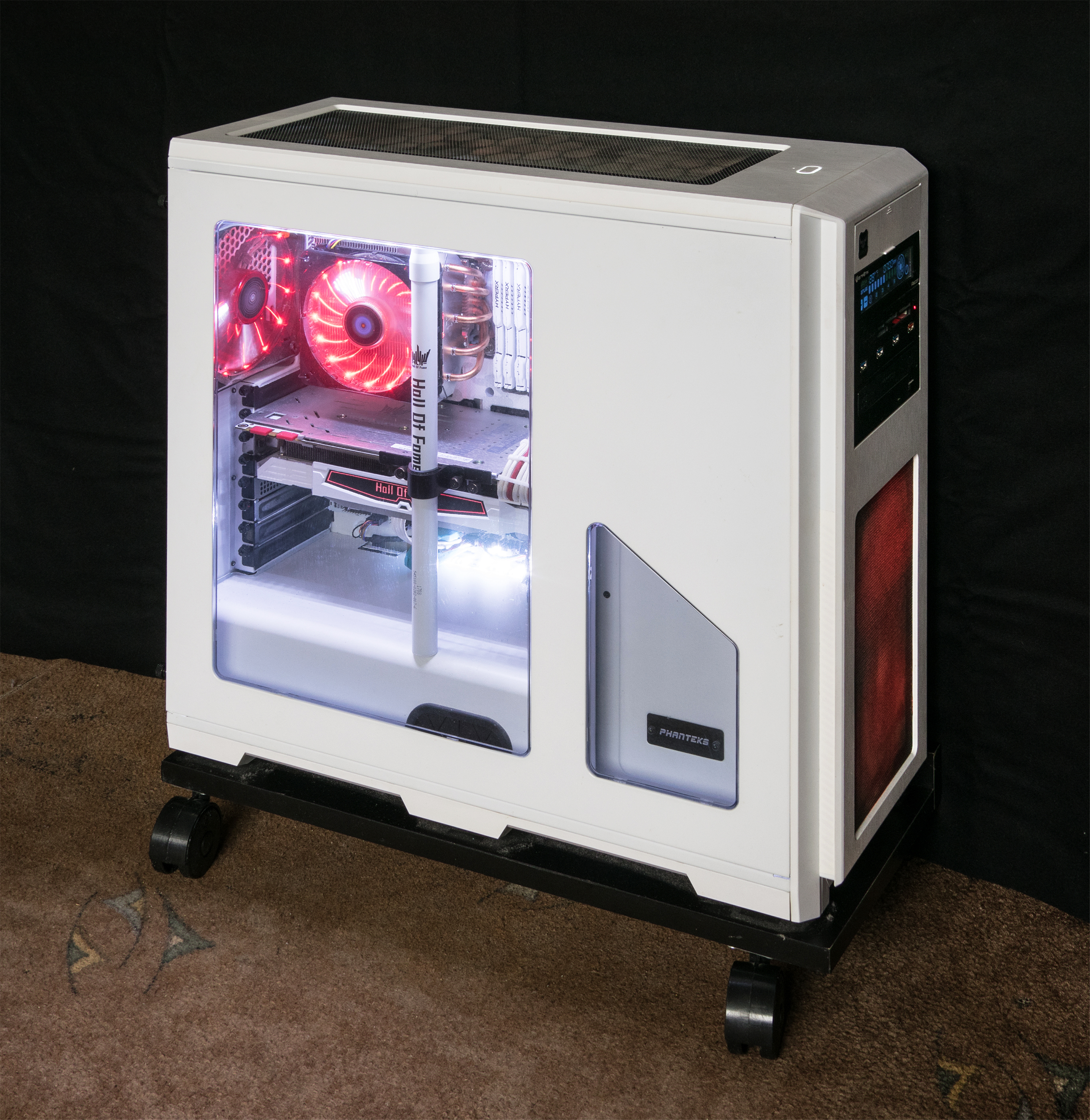
Un boîtier des années 2010, personnalisé avec des LEDs.

### Note
1. ↑  Selon les rectifications orthographiques du français en 1990 Rapport du conseil supérieur de la Langue française publié dans les documents administratifs du Journal officiel du 6 décembre 1990